# Franjo Jakovac
Franjo Jakovac (* 24. Januar 1961 in Mrkopalj) ist ein ehemaliger jugoslawischer Biathlet und später kroatischer Biathlontrainer.
Franjo Jakovac startete für den Ski Klub Mrkopalj aus seiner Geburtsstadt. Der Kroate hatte seinen größten internationalen Erfolg, als er bei den Olympischen Winterspielen 1984 in Sarajevo, im damals noch ungeteilten Jugoslawien, teilnahm. Nachdem er für das Einzel und den Sprint nicht nominiert wurde, kam er im Staffelrennen an der Seite von Andrej Lanišek, Jure Velepec und Zoran Ćosić als Schlussläufer zum Einsatz und wurde mit diesen 17.
Als trainer war er kroatischer Biathlon-Nationaltrainer bei den Olympischen Winterspielen 2002 in Salt Lake City.